# Theognostos
Theognostos oder Theognostos Grammatikos (griechisch Θεόγνωστος ὁ Γραμματικός, lateinisch Theognostus Grammaticus) ist der Name eines byzantinischen Geschichtsschreibers und Grammatikers, der in der ersten Hälfte des 9. Jahrhunderts lebte.
Theognostos stammte eventuell aus Sizilien. Er verfasste ein Kaiser Leon V. gewidmetes orthographisches Werk, das erhalten geblieben ist. Es umfasst 1006 Kanones, die sich hauptsächlich mit den Endungen von Wörtern befassen. Er stützte sich auf ältere Quellen und fügte eigene Überlegungen hinzu.
Theognostos wird des Weiteren bei Theophanes Continuatus als der Autor eines heute verlorenen Geschichtswerks kurz erwähnt. Demnach schilderte Theognostos die Erhebung des Euphemios auf Sizilien in den 820er Jahren. Es ist unwahrscheinlich, dass Theognostos sich auf dieses Ereignis beschränkt hat. Warren Treadgold nimmt an, dass sich eine Erwähnung bei Johannes Skylitzes so deuten lässt, dass Theognostos den Versuch unternommen hat, ein umfangreiches Geschichtswerk zu verfassen. Sollte dies zutreffend sein, so wird Theognostos (dem genretypischen Muster folgend) vor allem die Zeitgeschichte intensiver behandelt haben. Das Werk scheint nicht besonders verbreitet gewesen zu sein.

## Textausgabe
- John Anthony Cramer (Hrsg.):  Anecdota Graeca e codd. ms. bibliothecarum Oxoniensium. Bd. 2. Oxford 1835, S. 1ff.